# Тыгиш (Каменский район)
Тыгиш — упразднённое в 1961 году село. Располагалось на территории современного муниципального образования «Каменский городской округ» Свердловской области.

## География

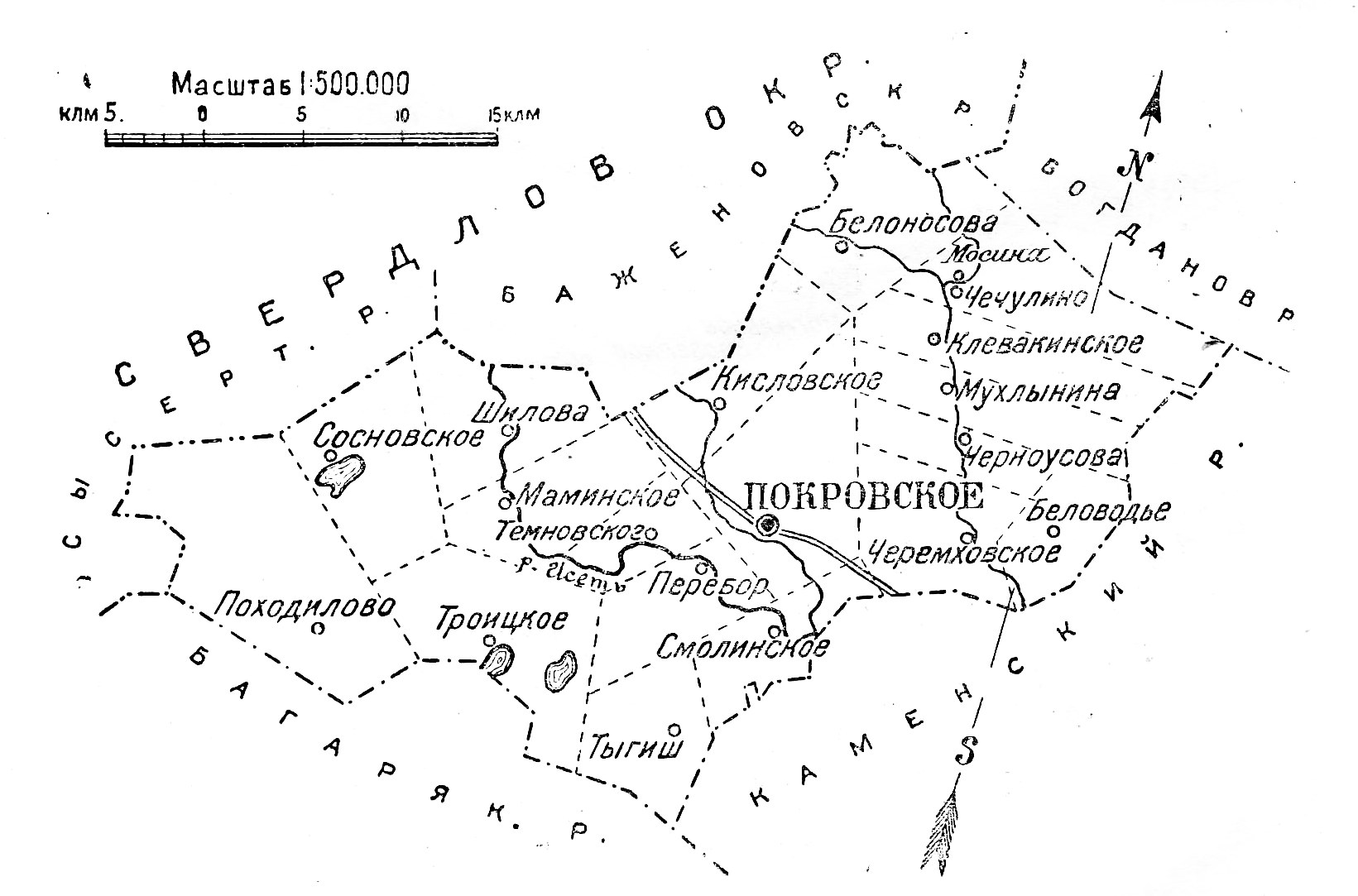
Тыгиш на схеме Покровского района; 1928 год

Село Тыгиш находилось на северном берегу озера Тыгиш.

## История
Русское поселение возникло на месте аула татарина Ахмета Шигаева. Слово «тыгиш» означает «зеркало». Название село получило от озера Тыгиш, которое принадлежало рыбопромышленнику Каслинского завода. Первые поселенцами были Кузнецовы; Хомутовы, Наумовы. Жители принимали участие в Пугачёвском восстании, а также в волнениях 1754—1763 годов и в «Картофельном бунте» 1842 года.
Основной деятельностью сельчан (русские, из государственных крестьян) была хлебопашество и торговля рыбой c заводами Урала (преимущественно на Екатеринбургский завод и Каменский завод). С 1903 года работали на торфянике «Могильники» для картонной фабрики Ларичева.
В 1904 году в составе Черемисской волости.
Успенская церковь
Приход, из одного села, был образован в 1849 году, когда жители деревни Тыгишской, входившей в состав Смоленского прихода, пожелали иметь свой храм.
В 1851 году в деревне Тыгиш была построена деревянная церковь, которая была освящена в честь Успения Божией Матери архиепископом из Екатеринбурга. От села Рыбниково до деревни Тыгиш ему выстлали дорогу из ковров и половиков. Церковь была построена на средства прихожан из двух деревянных храмов, находившихся в сёлах — Смолинском и Щербаковском, и до начала XX века никаким капитальным переменам не подвергалась. В 1897 году средствами прихожан и церковными был обновлён иконостас. В начале XX века причт состоял из священника и псаломщика, которые пользовались двумя церковными домами.
Школа
На начало 1900 года в селе уже имеется земская школа, но по данным местного краеведа А. Ф. Коровина земская школа в селе появилась только в 1905 году, в 1952—1961 годах она была семилетней школой.
Советское время
В 1928 году возник колхоз, который в годы ВОВ возглавлял 16-летний Александр Наумов, и колхоз был одним из лучших.
Село Тыгиш было ликвидировано в 1961 году после радиоактивного выброса с предприятия «Маяк» 29 сентября 1957 года. Жителей переселили на берег озера Лебяжка, ныне посёлок Лебяжье. Государство предоставило каждой семьи дом за государственный счёт. Жители вошли в состав совхоза «Россия».

## Население
- По данным 1904 года — 181 двор с населением 1179 человек (мужчин — 577, женщин — 602), все русские, бывшие государственные[3].
- По данным переписи 1926 года было 260 дворов с населением 1197 человек (мужчин — 558, женщин — 639), все русские[4].